# وگیوزوو (استان اشوی‌داشکسیه)
وگیوزوو (به لهستانی: Wygiełzów) یک منطقهٔ مسکونی در لهستان است که در گمینا ایوانگسکا واقع شده‌است. وگیوزوو ۱۴۰ نفر جمعیت دارد و ۳۵۰ متر بالاتر از سطح دریا واقع شده‌است.